# Лейк-Тансі-Вілледж (Теннессі)
Лейк-Тансі-Вілледж (англ. Lake Tansi Village) — переписна місцевість (CDP) в США, в окрузі Камберленд штату Теннессі. Населення — 4629 осіб (2020).

## Географія
Лейк-Тансі-Вілледж розташований за координатами 35°52′13″ пн. ш. 85°3′38″ зх. д. / 35.87028° пн. ш. 85.06056° зх. д. (35.870276, -85.060577).  За даними Бюро перепису населення США в 2010 році переписна місцевість мала площу 24,08 км², з яких 22,03 км² — суходіл та 2,05 км² — водойми.

## Демографія
Згідно з переписом 2010 року, у переписній місцевості мешкали 3803 особи в 1704 домогосподарствах у складі 1224 родин. Густота населення становила 158 осіб/км².  Було 2269 помешкань (94/км²).
Расовий склад населення:
| - 98,1 % — білих - 0,4 % — корінних американців - 0,3 % — чорних або афроамериканців - 0,1 % — азіатів |

До двох чи більше рас належало 0,9 %. Частка іспаномовних становила 1,1 % від усіх жителів.
За віковим діапазоном населення розподілялося таким чином: 16,5 % — особи молодші 18 років, 52,1 % — особи у віці 18—64 років, 31,4 % — особи у віці 65 років та старші. Медіана віку мешканця становила 52,7 року. На 100 осіб жіночої статі у переписній місцевості припадало 93,0 чоловіків;  на 100 жінок у віці від 18 років та старших — 91,8 чоловіків також старших 18 років.
Середній дохід на одне домашнє господарство  становив 50 422 долари США (медіана — 42 946), а середній дохід на одну сім'ю — 54 702 долари (медіана — 49 522). Медіана доходів становила 34 254 долари для чоловіків та 30 223 долари для жінок. За межею бідності перебувало 15,2 % осіб, у тому числі 19,2 % дітей у віці до 18 років та 8,3 % осіб у віці 65 років та старших.
Цивільне працевлаштоване населення становило 1325 осіб. Основні галузі зайнятості: освіта, охорона здоров'я та соціальна допомога — 26,0 %, роздрібна торгівля — 12,1 %, виробництво — 11,5 %.